# Tila Kenar
Tila Kenar (em persa: تيلاكنار, também romanizada como Tīlā Kenār; também conhecida como Tīleh Kenār) é uma aldeia do distrito rural de Kelarabad, no condado de Abbasabad, da província de Mazandaran, Irã.
No censo de 2006, sua população era de 374 habitantes, em 109 famílias.